# 近藤茂之
1973年生まれ。５歳よりカワイ音楽教室にてドリマトーン（電子オルガン）を始める。
1986年第19回カワイ音楽コンクールドリマトーンB部門にて大賞を受賞する。その後、ピアノを始め同朋高等学校音楽科を卒業、愛知県立芸術大学音楽学部音楽科器楽（ピアノ）専攻を卒業、同大学院修士課程を修了する。
大学在学中、定期演奏会および卒業演奏会に出演する。大学院在学中、同大学音楽研究振興会より名誉教授中村桃子賞を受賞する。また、第19回名古屋市民会館新進演奏家紹介オーディションにて最優秀賞を受賞し、記念演奏会に出演する。現在、名古屋短期大学保育科教授、東海学園大学教育学部および名古屋文化学園保育専門学校非常勤講師を務めている。
| スタブアイコン | サブスタブ | この項目は、まだ閲覧者の調べものの参照としては役立たない、人物に関連した書きかけの項目です。この項目を加筆・訂正などしてくださる協力者を求めています（P:人物伝/PJ:人物伝）。 |